# Seven Worlds
Seven Worlds è il primo album da solista del chitarrista rock Eric Johnson, dopo lo scioglimento dalla sua prima band The Electromagnets.
L'album venne registrato nel 1976-77 e pubblicato nel 1978.
Johnson successivamente ne registrò nuovamente alcuni brani per inserirli nell'album Tones del 1986.

## Tracce
Tutti i brani sono stati composti da Eric Johnson, eccetto dove è segnalato.
1. Zap - 3:22
2. Emerald Eyes (Eric Johnson, Jay Aaron) - 3:18
3. Showdown (Eric Johnson, Jay Aaron) - 3:59
4. Missing Key - 3:43
5. Alone with You - 6:13
6. I Promise I Will Try - 2:41
7. Winter Came - 4:56
8. Turn the Page - 3:49
9. A Song for Life - 2:29
10. By Your Side - 3:37

## Formazione
- Eric Johnson - chitarra, Fender Rhodes, pianoforte, voce, lap steel guitar
- Bill Maddox - batteria
- Kyle Brock - basso elettrico
- Kim Wilson - armonica a bocca
- Jay Aaron - voce
- Mark Singer - batteria
- David Dennard - basso
- Steve Barber - sintetizzatori
- Liza Farrow - voce
- Linda Wetherby - Violin de Gamba
- Christopher Cross - voce
- Nick Phelps - tromba
- Roscoe Beck - basso
- Jimmy Martin - chitarra